# Paul ten Bruggencate
Paul ten Bruggencate (Arosa, 24 febbraio 1901 – Gottinga, 14 settembre 1961) è stato un astronomo e astrofisico tedesco.

## Biografia
Paul ten Bruggencate si laureò presso l'Università Ludwig Maximilian di Monaco, successivamente lavorò come assistente presso l'Università di Gottinga e l'Osservatorio astronomico della stessa Università e fino al 1926 quando si spostò nell'isola di Giava per lavorare sulle variabili cefeidi con l'astronomo olandese Joan Voûte all'Osservatorio di Bosscha presso Lembang. Successivamente visitò l'Osservatorio di Monte Wilson e l'Harvard College Observatory negli Stati Uniti raggiungendo, infine, nel 1929 l'Università di Greifswald in Germania dove ottenne l'abilitazione con un lavoro sulle variabili cefeidi nel 1935. Successivamente negli anni cinquanta, pur rimanendo direttore dell'Osservatorio di Gottinga, realizzò un secondo osservatorio solare a Locarno in Svizzera dove le condizioni meteorologiche erano migliori che in Germania il quale divenne operativo subito dopo la sua morte nel 1961. Fu presidente della Accademia delle Scienze di Gottinga dal 1958 al 1961.
A Paul ten Bruggencate la UAI ha intitolato il cratere lunare ten Bruggencate